# A Very Harold & Kumar 3D Christmas
A Very Harold & Kumar 3D Christmas (titulada Dos tontos en fuga 3 en México, Dos colgados muy fumados 3 en Argentina y Dos colgaos muy fumaos: en Navidad en España). Es una película estadounidense-canadiense estrenada en los Estados Unidos el 4 de noviembre de 2011. Es la tercera parte de Harold & Kumar Go to White Castle.

## Sinopsis
Seis años después de su aventura en la Bahía Guantánamo, Harold Lee y Kumar Patel causan una crisis navideña cuando sin querer incendian el árbol de Navidad del padre de María, la esposa de Harold. A partir de ese momento su Navidad solo se centra en encontrar un árbol idéntico al que Kumar incendió, pero llegar a él será mucho más difícil de lo que ellos creían.

## Reparto
| Actor               | Personaje               |
| ------------------- | ----------------------- |
| John Cho            | Harold Lee              |
| Kal Penn            | Kumar Patel             |
| Neil Patrick Harris | Neil Patrick Harris     |
| Danneel Harris      | Vanessa Fanning         |
| Paula Garcés        | Maria Perez-Lee         |
| Elias Koteas        | Sergei Katsov           |
| Patton Oswalt       | Larry Juston/Mall Santa |
| Thomas Lennon       | Todd                    |
| Eddie Kaye Thomas   | Andy Rosenberg          |
| David Krumholtz     | Seth Goldstein          |
| Bobby Lee           | Kenneth Park            |
| Danny Trejo         | Sr. Perez               |
| Amir Blumenfeld     | Adrian                  |
| Jordan Hinson       | Mary                    |
| Melissa Ordway      | Gracie                  |
| RZA                 | Lamar                   |
| Da 'Vone McDonald   | Latrell                 |
| Richard Riehle      | Santa Claus             |
| Brett Gelman        | T.V. Director           |
| David Burtka        | David Burtka            |
| Jake Johnson        | Jesu Cristo             |